# Côtes du Rhône AOC
Côtes du Rhône er en Appellation d'Origine Contrôlée (AOC) dyrkningskvalitet for Rhône vin-området i Frankrig. Den bruges i hele regionen, også i det områder, der er dækket af andre AOC'er. I en begrænset del af området må betegnelsen Côtes du Rhône-Villages bruges i nogle tilfælde sammen med navnet på kommunen.
Côtes du Rhône er de grundlæggende AOC-vine fra Rhône-regionen og findes som rød, hvid og rosé, og især druetyperne Grenache (rød og rosé) eller Grenache blanc (hvid) er populære.
| Mad og drikke | Spire Denne artikel om mad og drikke er en spire som bør udbygges. Du er velkommen til at hjælpe Wikipedia ved at udvide den. |